# Journal of the Academy of Nutrition and Dietetics
Journal of the Academy of Nutrition and Dietetics (Журнал академии питания и диетологии) — рецензируемый научный журнал, посвященный вопросам питания. Официальное издание американской Академии питания и диетологии. Основан в 1925 году. До переименования в 2012 году назывался Journal of the American Dietetic Association. Согласно Journal Citation Reports импакт-фактор журнала составляет 4.141.